# Micene
Micene (în greacă veche Μυκῆναι, Mykēnai sau  Μυκήνη, Mykēnē, în greacă Μυκενες, Mikenes) este un sit arheologic în Grecia, situat la aproximativ 90 km sud-vest de Atena, în Argolida, Peloponez. În mileniul II î.Hr., Micene era unul dintre cele mai importante centre ale civilizației grecești, o fortificație militară care domina mare parte din Grecia de Sud. Perioada din istoria Greciei cuprinsă între cca. 1600 î.Hr. și 1100 î.Hr. este denumită miceniană, recunoscându-se astfel importanța orașului.

## Construcție

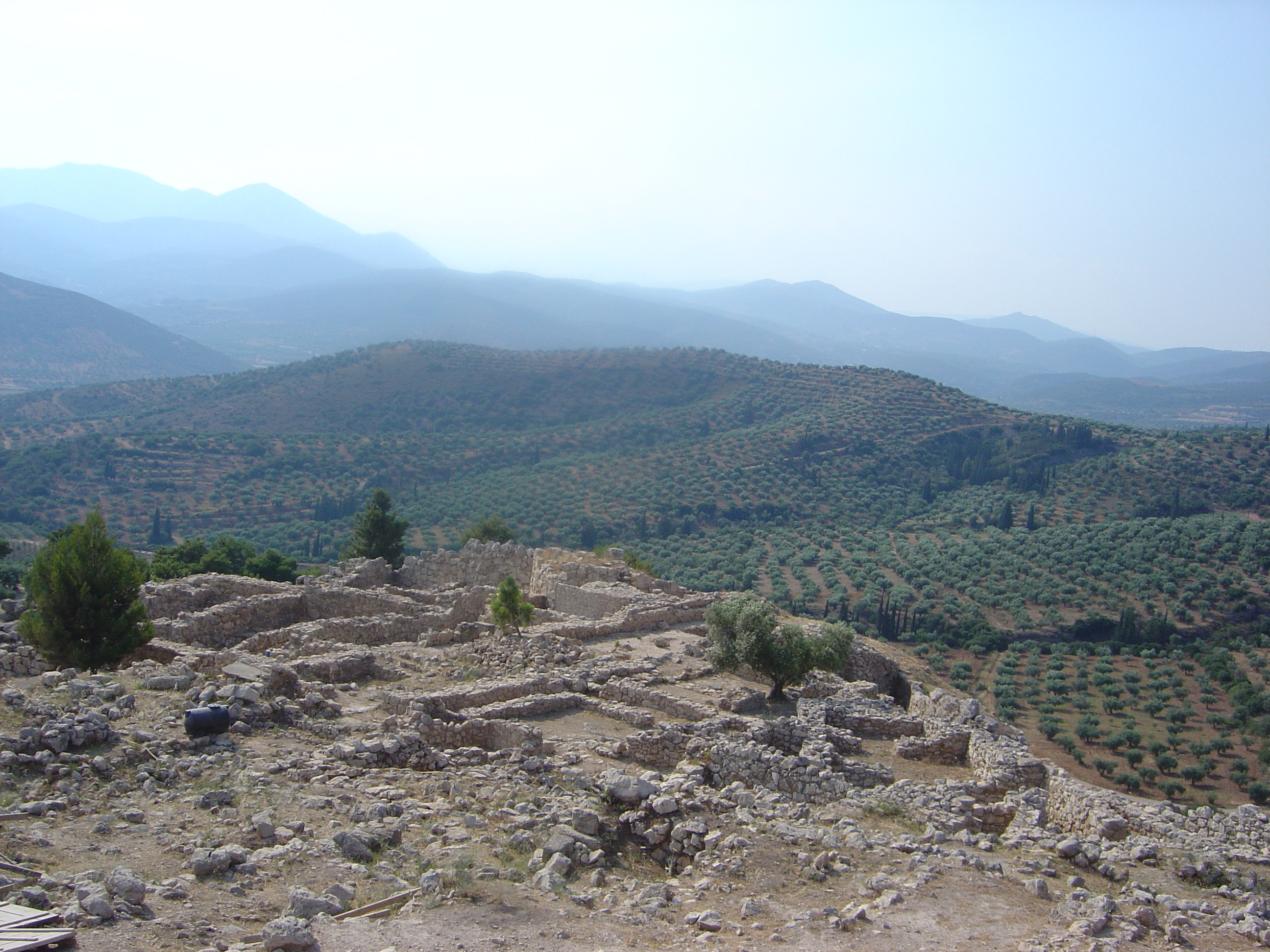
Acropola din Micene

Cetatea Micene era situată pe un deal, fiind aproape impenetrabilă datorită așezării sale geografice. Acropolisul sau „orașul de sus” din Micene a fost probabil fortificat în preajma anului 1500 î.Hr., după cum reiese din pietrele de morminte din acea perioadă. Aici se afla palatul regal, care cuprindea un megaron (sala tronului, specifică culturii miceniene). În jurul anului 1350 î.Hr., fortificațiile Acropolisului și ale orașului au fost construite într-un stil cunoscut sub numele de „ciclopic”, întrucât pietrele folosite în munca de construcție lăsau impresia că fuseseră aduse și prelucrate de către niște uriași fabuloși, cu un singur ochi (Ciclopi). În interiorul acestor ziduri, din care se mai văd părți și astăzi, s-au construit atât morminte-galerie (Cercul Funerar A), cât și temple (în spatele Acropolei). Mormintele supușilor sau trădătorilor (morminte-stup) se aflau în afara orașului (Cercul Funerar B). Agora (locul de întâlnire al cetățenilor) era situată pe un mic deal, lângă Poarta Leilor. Acestă poartă, măsurând 3,10 m lățime și 2,95 m înălțime, era principala cale de acces în cetate și avea sculptați doi lei în lateral. Casele supușilor erau în general așezate la poalele Acropolelui, aici locuind doar nobilii sau militarii. Sclavii sau țăranii fără pământ erau așezați în general în jurul cetății.

## Istorie
Conform tradiției istorice, Micene a fost fondată de triburile indo-europene ale aheilor către 2000 î.Hr.. Primele morminte s-au găsit la vest de acropolă, fiind datate din 1800 î.Hr.–1700 î.Hr.. În acea perioadă, cetatea se reducea la Acropole, care era înconjurată de un zid circular.
În timp, Micene a devenit un mare centru urban, la fel ca Argosul, ajungând capitala (sau orașul hegemon) al Argolidei.
Cercul Funerar A (mormintele regale din cetate) cuprinde 9 femei și 8 bărbați. În morminte s-au găsit diferite obiecte, de la săbii la bijuterii. Arheologul german Heinrich Schliemann a găsit mare parte din aceste obiecte, unele declarându-le fără nici o dovadă ale lui Agamemnon (mai târziu, cu ajutorul datării cu carbon, s-a scos la lumină adevărul).

Grecia homerică

În jurul anului 1350 î.Hr., zidurile cetății au fost reconstruite, fiind denumite ulterior ciclopice (construite de ciclopi). Palatele regale a fost de asemenea reconstruite (probabil de mai multe ori), fiind asemănătoare cu restul palatelor din Grecia Aheeană. Toate palatele regale includeau și un megaron.
Într-un templu, a fost găsit un scarabeu al reginei Tiye a Egiptului, soția faraonului Amenhotep III. Astfel s-a dezvăluit puterea maritimă a Micenei, ea făcând comerț cu Egiptul, Fenicia, Mesopotamia sau Asia Mică. Puterea Micenei se întindea din Pylos până pe coasta Asiei Mici, unde probabil au fost fondate câteva colonii.
Începând cu anul 1200 î.Hr., civilizația miceniană a intrat în declin. În secolul al XII-lea, Micene împreună cu alte cetăți au fost distruse. Acestă dispariție bruscă a civilizației miceniene este pusă pe umerii dorienilor, care au invadat Elada în aceeași perioadă. O altă teorie ar fi invazia "popoarelor mării", care au distrus Imperiul Hitit - un probabil aliat al micenienilor - și au dus la intrarea în declin a Egiptului.
În perioada Greciei Clasice, Micene a redevenit populată, nerecăpătâdu-și însă puterea de altădată. Mici grupuri de micenieni au participat la luptele de la Termopile și Plateea. În 462 î.Hr., trupe din Argos au distrus orașul și i-au exilat pe locuitori. În perioada elenistică și romană ruinele cetății au devenit un centru turistic, formându-se în apropiere o mică așezare care trăia din comerț. În perioada romană târzie, Micene a fost abandonat.

## Religie
Micenienii aveau aproape aceiași zei ca și grecii de mai târziu. În perioada miceniană s-a acordat însă un rol mai însemnat Zeiței-Mame a Pământului. Cu timpul însă, zeii au fost adaptați modului de viață al muritorilor. Astfel au luat avânt zeii masculini (deoarece majoritatea aheilor aveau organizarea de patriarhat). Inscripțiile din Liniar B menționează câteva divinități: Zeus, Hera, Poseidon, Dionysos (considerat a fi împrumutat de la traci), Afrodita, etc.
După cum arată sacrificarea Ifigeniei de către Agamemnon pentru a aduce vânt prielnic pentru corăbii (cum zice legenda), se vede că la micenieni se practica și sacrificarea umană, pe lângă hecatombe (sacrificarea a 100 de tauri, descrisă în poemele homerice).
Mai târziu, Homer a descris diferite obiceiuri și divinități din perioada miceniană, dar a intervenit și cultura epocii arhaice, în care a trăit poetul.

## Legendă

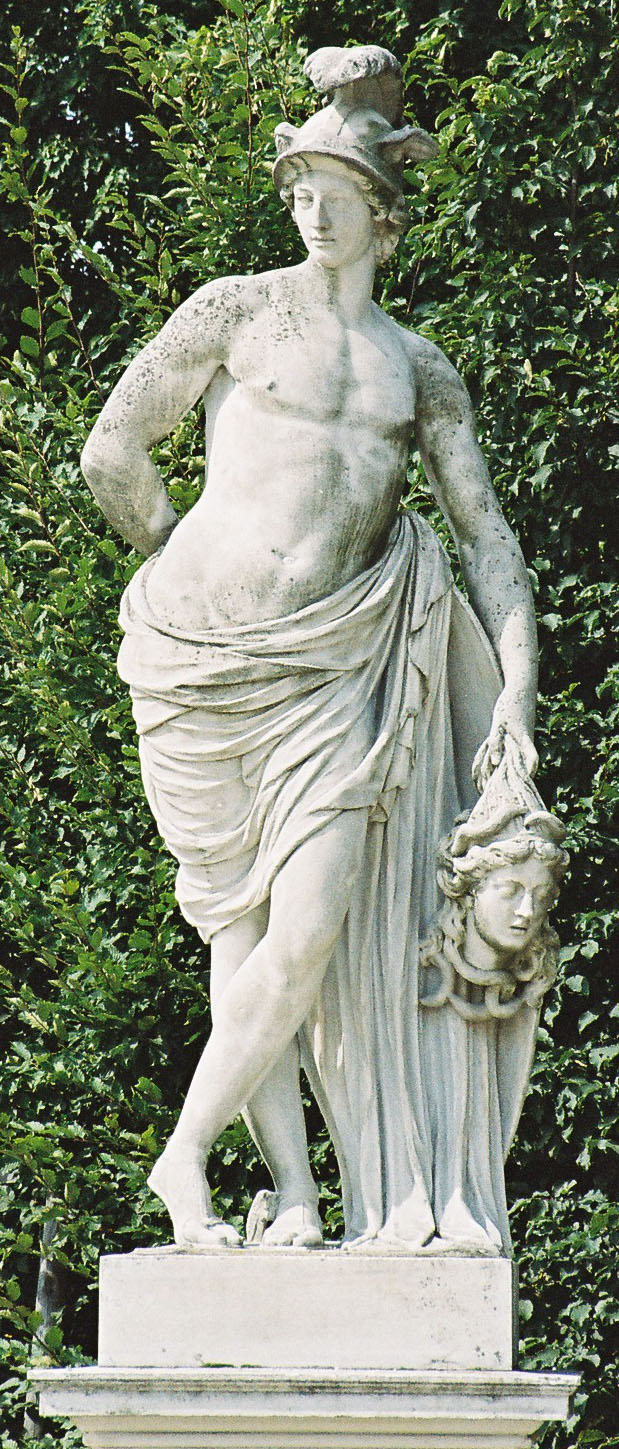
Perseu

#### Dinastia Perseidă
Conform legendelor grecești, cetatea Micene a fost întemeiată de eroul Perseu - nepotul regelui Acrisios al Argosului și fiul lui Zeus și al fiicei lui Acrisios, Danae - care era rege în Tirint, iar apoi și în Argos, unind astfel întreaga Argolidă.
Lui Perseu i-a urmat Electryon, fiul său, care a pierdut Argosul. De asemenea Micene a fost atacată de teleboi, conduși de fii regelui Pterelaos, urmași ai lui Perseu prin fratele lui Electryon, Mestor. Electryon a promis mâna fetei sale, Alcmena, acelui ce-i va înapoia bunurile furate de teleboi. Amfitrion, nepotul regelui micenian, i-a înapoiat averile lui Electryon și a primit-o pe Alcmena de soție. Dar în timpul nunții, l-a ucis din greșeală pe socrul său.
Amfitrion a fost trimis în exil de Sthenelos, fratele lui Electryon, care a devenit rege în Micene. Sthenelos s-a căsătorit cu Nicippe - fiica lui Pelops, rege în Elis sau Pisa, și din această căsătorie a ieșit Euristeu. Sthenelos a fost ucis de un fiu al lui Heracle, Hyllus, iar tronul de la Micene a revenit lui Euristeu.
Euristeu l-a urât pe Heracle. Micenianul l-a pus pe Heracle să săvârșească 12 mari isprăvi. După moartea eroului, Euristeu i-a prigonit pe heraclizi (urmașii lui Heracle), care au cerut sprijinul Atenei. Euristeu și fii săi au murit în asediul cetății ateniene.

#### Dinastia Atridă

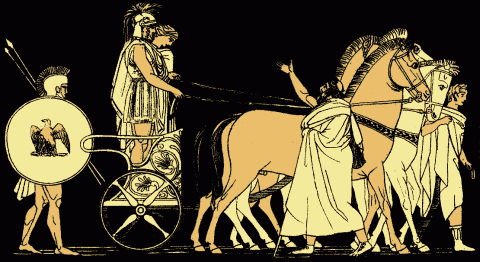
Întoarcerea lui Agamemnon

După moartea lui Euristeu, Atreu, unchiul său, a preluat puterea. Dar fratele acestuia din urmă, Tieste, gelos pe puterea fratelui său, îl ucise și îi luă tronul. Fii lui Atreu, Agamemnon și Menelau, se duseră în exil la regele Tyndareos al Spartei, care își căsăori fiicele cu cei doi Atrizi  (fii ai lui Atreu).
După un timp, fiul lui Atreu, Agamemnon, se întoarse din exil și îl ucise pe Tieste. Fiul celui din urmă, Egist, fugi din Micene. Agamemnon deveni astfel rege în Micene, iar Menelau rege la Sparta.
Când soția lui Menelau, Elena, fu răpită de Paris, prinț troian, regele din Sparta ceru ajutor de la fratele său. Acesta adună o armată formată din greci din toate părțile (de la Ithaca la Creta și Tesalia) și porni la război împotriva Troiei. Mai întâi, Agamemnon trebui să-și sacrifice fiica, Ifigenia, pentru a putea primi vânt prielnic de la zeița Artemis. Însă zeița o luă pe Ifigenia și o duse în Taurida (Crimeea), unde deveni preoteasă a cultului ei.
Războiul a fost unul dezastros, dar aheii au învins și Agamemnon s-a întors acasă în triumf. Însă soția sa, Clitemnestra, împreună cu Egist (fiul lui Tieste), îl asasinară pe atrid și se puseră pe tronul lui. Fiul lui Agamemnon, Oreste, ajutat de sora sa Electra și de prietenul său Pylade, îi ucise pe cei doi asasini ai tatălui său. După aceea plecă în Taurida după Ifigenia, tronul din Micene fiind luat de fiul lui Egist, Aletes. Când se întoarse, Oreste îl ucise pe Aletes și se proclamă rege al Micenei.
În timpul lui Oreste, statul micenian a cuprins întrega Argolidă (Argos) și Laconie (Sparta). Fiul lui Agamemnon a murit de la o mușcătură de șarpe din Arcadia. Corpul său a fost dus la Sparta, unde a fost înmormântat. Fiul său, Tisamenus, a fost ucis în luptă cu heraclizii (considerați a fi invadatorii dorieni), care au distrus cetatea Micene șiau întemeiat o nouă epocă în Elada.

### Lista regilor micenieni
- Perseu - fiul lui Zeus și al Danaei; întemeietorul cetății
- Electrion - fiul lui Perseu și al Andomedei
- Sthenelos - fiul lui Perseu și al Andomedei
- Euristeu - fiul lui Sthenelos și al Nicippei; ucis de heraclizi
- Atreu - fiul lui Pelops și al Hippodamiei, unchiul lui Euristeu
- Tieste - fiul lui Pelops și al Hippodamiei
- Agamemnon - fiul lui Atreu și al Aeropei; participant la Războiul troian
- Egist - fiul lui Tieste; l-a asasinat pe Agamemnon
- Oreste - fiul lui Agamemnon; a condus mare parte din Peloponez
- Tisamenus - fiul lui Oreste; ucis de heraclizi

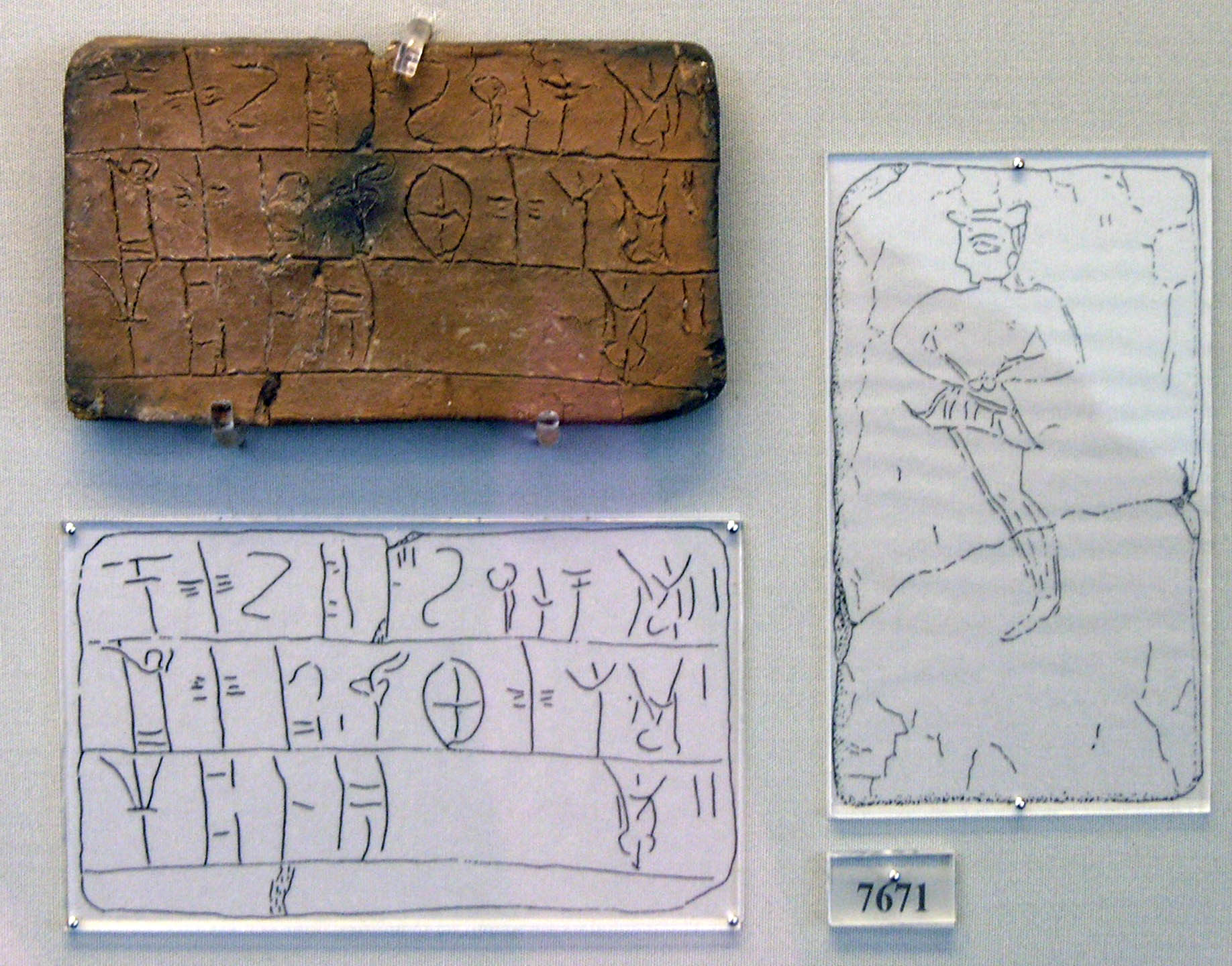
Tăblițe cu Liniar B descoperite la Micene

## Excavații

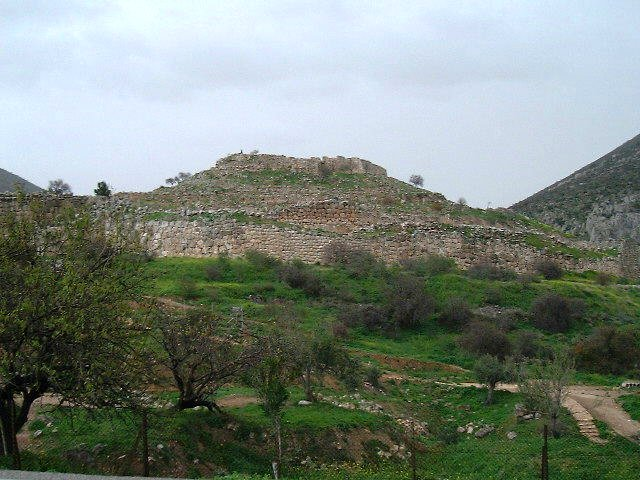
O citadelă din Micene

Prima excavație de la Micene a fost făcută în 1841, de arheologul grec Kyriakos Pittakis. El a găsit Poarta Leilor. În 1874, germanul Heinrich Schliemann a scos la lumină mare parte din cetate. El a găsit de asemenea mormintele regale, împreună cu defuncții și comorile din ele. I se atribuie și descoperirea „Măștii lui Agamemnon” (dovedită a fi din secolul al XVI-lea î.Hr. , nu din 1200 î.Hr., când se crede că a avut loc Războiul troian) și a „Cupei lui Nestor”.
Acropola a fost excavată din 1902, atât de Școala Britanică de la Atena, cât și de arheologi greci. Sau găsit de asemenea diferite tăblițe cu scrisul Liniar B, multe dintre ele fiind cu caracter economic.
Situl arheologic de la Micene a fost înscris în anul 1999 pe lista patrimoniului cultural mondial UNESCO.